# Mèo lùn

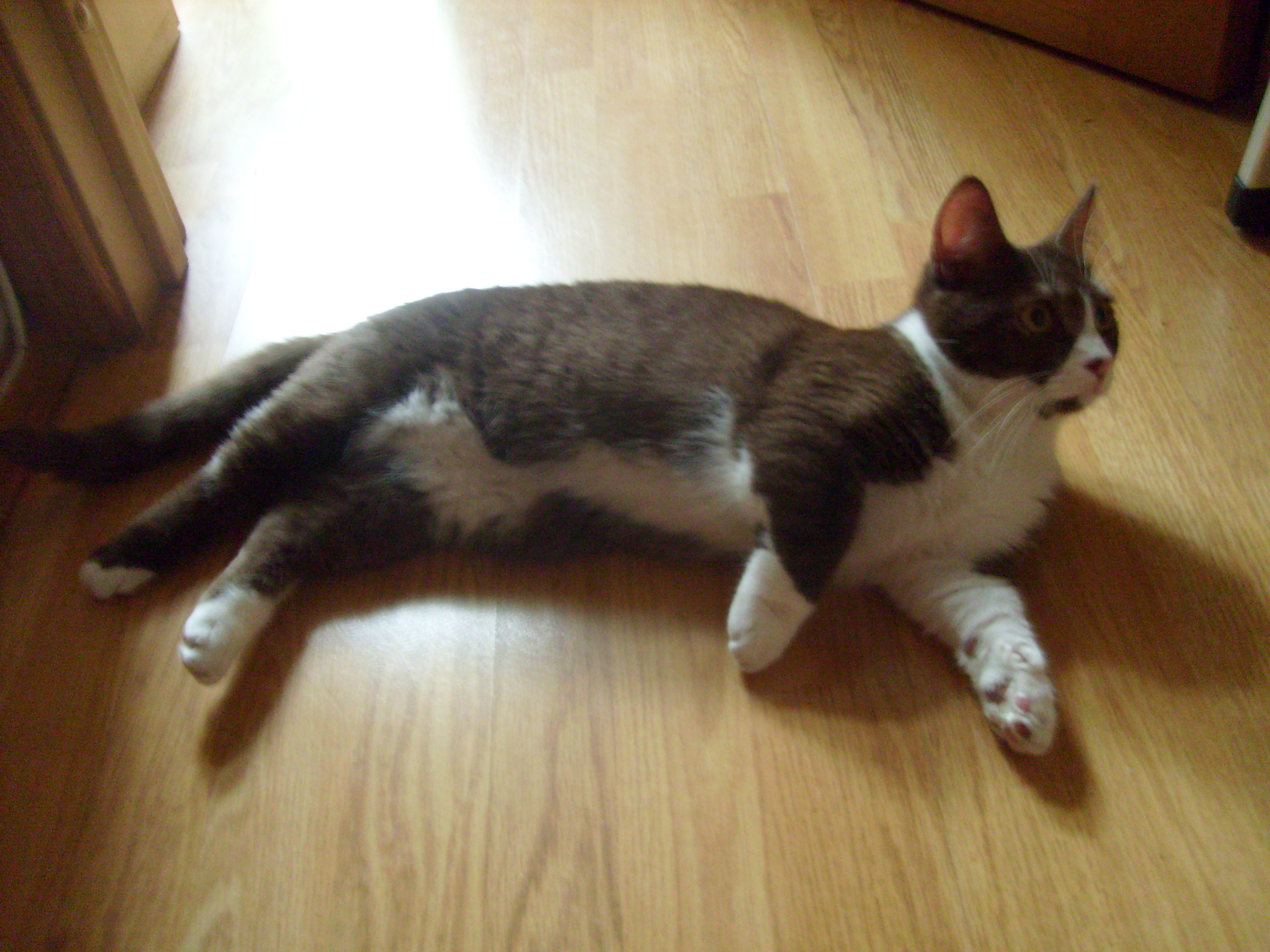
Một cá thể Mèo Munchkin được kéo dài chân

Mèo lùn là một con mèo thuộc bất kỳ giống mèo nào bị hiện tượng lùn bất thường do đột biến gen. Không giống như mèo chân ngắn thông thường, mèo lùn hiển thị các triệu chứng của chứng thoái hóa xương - các rối loạn di truyền của xương và sụn, thường biểu hiện ra bên ngoài bằng hình dáng các đôi chân ngắn khác biệt, đáng chú ý.
Kể từ giữa thế kỷ XX, các giống mèo có các đặc điểm lùn được phát triển để bán thương mại. Vấn đề đạo đức của việc chọn lọc sinh sản của chúng được tranh luận sôi nổi, và nhiều quốc gia cấm việc buôn bán này, vì cho nó là tàn ác đối với động vật.

## Công nhận và tranh cãi
Không giống như TICA, hầu hết các cơ quan đăng ký mèo và hiệp hội thú cưng không công nhận bất kỳ loài mèo lùn nào là giống hợp pháp. Các cá thể động vật này bị loại trừ khỏi hầu hết các chương trình và cuộc thi thú cưng lớn. Hầu hết mèo chân ngắn là một hiện tượng chỉ có riêng tại Hoa Kỳ, chúng không được chấp nhận rộng rãi bên ngoài Hoa Kỳ. Trong quy tắc đăng ký, Fédération Internationale Féline cấm các giống mèo dựa trên chủ nghĩa lùn, và đặc biệt đề cập đến Munchkin như một ví dụ về các thao tác không thể chấp nhận được của "bệnh di truyền". Chúng bị cấm theo Công ước châu Âu về Bảo vệ Thú vật và đã bị lên án mạnh mẽ trong tạp chí Cat World của Anh. Tại chính ưa chuộng mèo lùn là Hoa Kỳ, ASPCA khuyến khích những người ủng hộ chúng "cảnh giác" chống lại thị trường nhỏ nhưng lan rộng.